# Metopilio
Metopilio is een geslacht van hooiwagens uit de familie Sclerosomatidae.
De wetenschappelijke naam Metopilio is voor het eerst geldig gepubliceerd door Roewer in 1911. 

## Soorten
Metopilio omvat de volgende 18 soorten:
- Metopilio acanthipes
- Metopilio albispinulatus
- Metopilio armatus
- Metopilio armigerus
- Metopilio australis
- Metopilio cyaneus
- Metopilio diazi
- Metopilio foveolatus
- Metopilio gertschi
- Metopilio hispidus
- Metopilio horridus
- Metopilio maculatipes
- Metopilio mexicanus
- Metopilio multispinulatus
- Metopilio niger
- Metopilio ornatipes
- Metopilio spinigerus
- Metopilio spinulatus